# (6218) Mizushima
(6218) Mizushima es un asteroide perteneciente al cinturón de asteroides, región del sistema solar que se encuentra entre las órbitas de Marte y Júpiter, descubierto el 12 de marzo de 1977 por Hiroki Kosai y su compañero astrónomo Kiichirō Furukawa desde el Observatorio Kiso, Monte Ontake, Japón.

## Designación y nombre
Designado provisionalmente como 1977 EG7. Fue nombrado Mizushima en homenaje a un pintoresco lugar existente en la ciudad de Kurashiki cerca del sitio de nacimiento de Hiroki Kosai. Ubicado en un Mar Interior, fue campo de batalla donde se desarrolló el conflicto entre las familias de samuráis Genji y Heike. Esta batalla ocurrió durante un eclipse anular del sol en 1183, saliendo victoriosa la familia Heike.

## Características orbitales
Mizushima está situado a una distancia media del Sol de 2,281 ua, pudiendo alejarse hasta 2,626 ua y acercarse hasta 1,935 ua. Su excentricidad es 0,151 y la inclinación orbital 5,826 grados. Emplea 1258,36 días en completar una órbita alrededor del Sol.

## Características físicas
La magnitud absoluta de Mizushima es 14,4. 